# Cobra (manga)
Cobra (コブラ?, Kobura) è una serie manga di fantascienza scritta e illustrata da Buichi Terasawa che fu pubblicata su Weekly Shōnen Jump dal 1978 al 1984. I capitoli furono successivamente raccolti in 18 volumi dalla Shūeisha.
Il manga ha avuto nove sequel e varie storie one-shot pubblicate su Super Jump e Monthly Comic Flapper. Il manga poi è servito come base per un film animato, due serie anime di 31 e 13 episodi e due serie OAV.

## Trama
La serie narra delle avventure del bandito spaziale Cobra, che viveva una vita avventurosa finché i suoi nemici iniziarono a dargli la caccia. Cobra ha fatto cambiare la sua faccia chirurgicamente e cancellare la memoria per nascondersi dai suoi nemici e vivere una vita tranquilla. Dopo aver recuperato la memoria si riunisce alla sua partner Lady Armaroid e alla sua astronave Tortuga. Cobra viaggia per la galassia, combattendo la gilda dei pirati e sfuggendo alle forze della pattuglia della Via Lattea. Insieme al suo fascino e astuzia, Cobra riesce a sopravvivere grazie alla sua Psycho Gun, un'arma attaccata al suo braccio sinistro.

## Personaggi
- Cobra (コブラ): Cobra è l'omonimo protagonista della serie. Buichi Terasawa per la creazione del personaggio si è ispirato all'attore francese Jean-Paul Belmondo. L'arma principale di Cobra è la Psycho-Gun, un'arma laser collegata al suo cervello. Anche se l'uso della Psycho-Gun consuma le sue energie mentali, Cobra compensa con il suo vigore. Porta anche una Python 77 Magnum revolver come arma di riserva.

- Lady Armaroid(アーマロイド・レディ Āmaroido Redi): Lady Armaroid è la compagna di avventure di Cobra, rappresentando la parte seria del duo. Lady Armaroid è una androide costruita utilizzando la tecnologia di una civiltà perduta di Marte. Possiede una forza sovrumana ma non porta armi e combatte di rado. Solitamente aiuta Cobra pilotando l'astronave Tortuga.

- Crystal Boy (クリスタル・ボーイ Kurisutaru Bōi): L'arcinemico di Cobra. Crystal Boy vede Cobra come l'unica persona degna di essere il suo avversario. È un cyborg dallo scheletro dorato e un corpo fatto di un vetro impenetrabile. È un membro della Gilda Dei Pirati guidata da Lord Salamander. L'arma di Crystal Boy è una lama attaccata al suo braccio destro. Nella lama è incorporata un'arma laser e può essere usata anche come rampino.

- Lord Salamander (ロード・サラマンダー Rōdo Saramandā): Il leader della Gilda Dei Pirati.

## Episodi anime
| Nº                                      | Giapponese 「Kanji」 - Rōmaji                                   | In onda          | In onda |
| Nº                                      | Giapponese 「Kanji」 - Rōmaji                                   | Giapponese       |         |
| Cobra (1982) (31 episodi)               |                                                                 |                  |         |
| 1                                       | 「復活!サイコガン」 - Fukkatsu! Psychogun                       | 7 ottobre 1982   |         |
| 2                                       | 「奇怪!ジゴバ」 - Kikai! Jigoba                                 | 14 ottobre 1982  |         |
| 3                                       | 「宿敵! クリスタルボーイ」 - Shukuteki! Cristal Boy             | 21 ottobre 1982  |         |
| 4                                       | 「脱走!! シド刑務所」 - Dassô!! Sid keimusho                    | 28 ottobre 1982  |         |
| 5                                       | 「謎! 強敵スナイパーは?」 - Nazo! Kyôteki sniper wa?            | 4 novembre 1982  |         |
| 6                                       | 「魔術師の正体!!」 - Majutsushi no shôtai!!                     | 11 novembre 1982 |         |
| 7                                       | 「ジェーンの仇!」 - Jane no kataki!                             | 18 novembre 1982 |         |
| 8                                       | 「激闘! コブラ対ボーイ」 - Gekitô! Cobra tai Boy                | 25 novembre 1982 |         |
| 9                                       | 「出現!! 盗賊スノウ・ゴリラ」 - Shutsugen!! Tôzoku Snow-Gorilla | 2 dicembre 1982  |         |
| 10                                      | 「イレズミの秘密」 - Irezumi no himitsu                         | 9 dicembre 1982  |         |
| 11                                      | 「砂の惑星ザドス」 - Suna no wakusei Zados                      | 16 dicembre 1982 |         |
| 12                                      | 「恐るべし 最終兵器」 - Osorubeshi saishû heiki                 | 23 dicembre 1982 |         |
| 13                                      | 「死のルーレット」 - Shi no rōlette                             | 30 dicembre 1982 |         |
| 14                                      | 「大魔王ガルタン」 - Daimaô Galtan                              | 6 gennaio 1983   |         |
| 15                                      | 「竜水晶の友よ!」 - Ryûzuishô no tomo yo!                       | 13 gennaio 1983  |         |
| 16                                      | 「地獄へ! ラグボール」 - Jigoku e! Rugball                      | 20 gennaio 1983  |         |
| 17                                      | 「ならず者チーム」 - Narazu mono chimu                          | 27 gennaio 1983  |         |
| 18                                      | 「デスゲーム! 0078時」 - Desugemu! 0078 toki                    | 3 febbraio 1983  |         |
| 19                                      | 「なるか!? 逆転ホームラン」 - Naruka!? Gyakuten Home run        | 10 febbraio 1983 |         |
| 20                                      | 「死闘! 砂の海の恐怖」 - Shitō! suna no umi no kyōfu            | 17 febbraio 1983 |         |
| 21                                      | 「二人のソード王」 - Futari no Sword ô                          | 24 febbraio 1983 |         |
| 22                                      | 「地底の客」 - Chitei no kyaku                                  | 3 marzo 1983     |         |
| 23                                      | 「海底の墓標」 - Kaitei no bohyô                                | 10 marzo 1983    |         |
| 24                                      | 「ロボットはいかが?」 - Robot wa ikaga                          | 17 marzo 1983    |         |
| 25                                      | 「コブラが死んだ!?」 - Cobra ga shinda!?                        | 24 marzo 1983    |         |
| 26                                      | 「戦火の彼方に」 - Senka no kanata ni                           | 31 marzo 1983    |         |
| 27                                      | 「悪の帝王! サラマンダー」 - Aku no teiô! Salamandar            | 7 aprile 1983    |         |
| 28                                      | 「コブラ怒りの報復へ」 - Cobra ikari no hôfuku e                | 21 aprile 1983   |         |
| 29                                      | 「極北の男 ・熱き血よ」 - Kyokuhoku no otoko – Atsuki chi yo    | 5 maggio 1983    |         |
| 30                                      | 「サラマンダーを 倒す法」 - Salamandar wo taosu hô              | 12 maggio 1983   |         |
| 31                                      | 「あばよ! おれのコブラ」 - Abayo! Ore no Cobra                  | 19 maggio 1983   |         |
| Cobra the animation (2010) (13 episodi) |                                                                 |                  |         |
| 1                                       | 「シバの鍵」 - Shiba no kagi                                    | 2 gennaio 2010   |         |
| 2                                       | 「黄金の扉」 - ōgon no tobira                                   | 9 gennaio 2010   |         |
| 3                                       | 「星のない街」 - Hoshi no nai machi                             | 16 gennaio 2010  |         |
| 4                                       | 「黄金郷の亡霊」 - Eru ・ dorādo no bōrei                       | 23 gennaio 2010  |         |
| 5                                       | 「さまよえる美女の伝説」 - Samayoeru bijo no densetsu           | 30 gennaio 2010  |         |
| 6                                       | 「カゲロウ山登り」 - Kagerōsan nobori                           | 6 febbraio 2010  |         |
| 7                                       | 「山頂へ」 - Sanchō e                                           | 13 febbraio 2010 |         |
| 8                                       | 「マンドラド」 - Mandorado                                      | 20 febbraio 2010 |         |
| 9                                       | 「黒い弾丸」 - Kuroi danmaru                                    | 27 febbraio 2010 |         |
| 10                                      | 「ギャラクシー・ナイツ」 - Gyarakushī ・ naitsu                 | 6 marzo 2010     |         |
| 11                                      | 「13人目の男」 - Jūsannin-me no otoko                           | 13 marzo 2010    |         |
| 12                                      | 「神殿の魔物」 - Shinden no mamono                              | 20 marzo 2010    |         |
| 13                                      | 「遥かなる記憶」 - Harukanaru kioku                             | 27 marzo 2010    |         |